# Semperoper

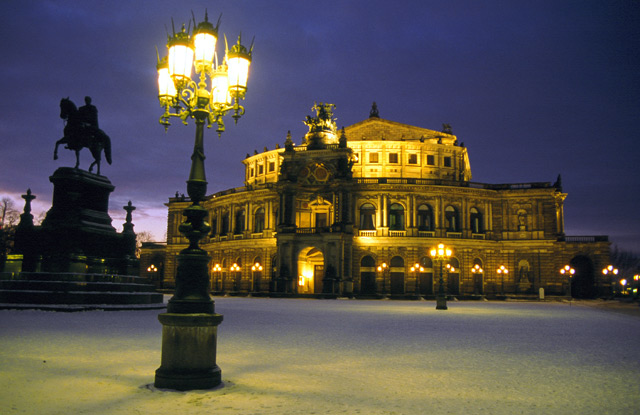
Semperoper de nit

La Semperoper ('Òpera Semper' en català) o Sächsische Staatsoper Dresden ('Òpera estatal saxona de Dresden' en català) és l'edifici de l'òpera pertanyent a l'Estat de Saxònia i ubicat a Dresden, Alemanya. L'edifici està situat a la Theaterplatz vora l'Elba. La principal agrupació musical que l'utilitza és la Sächsische Staatskapelle Dresden.

## Història de l'edifici

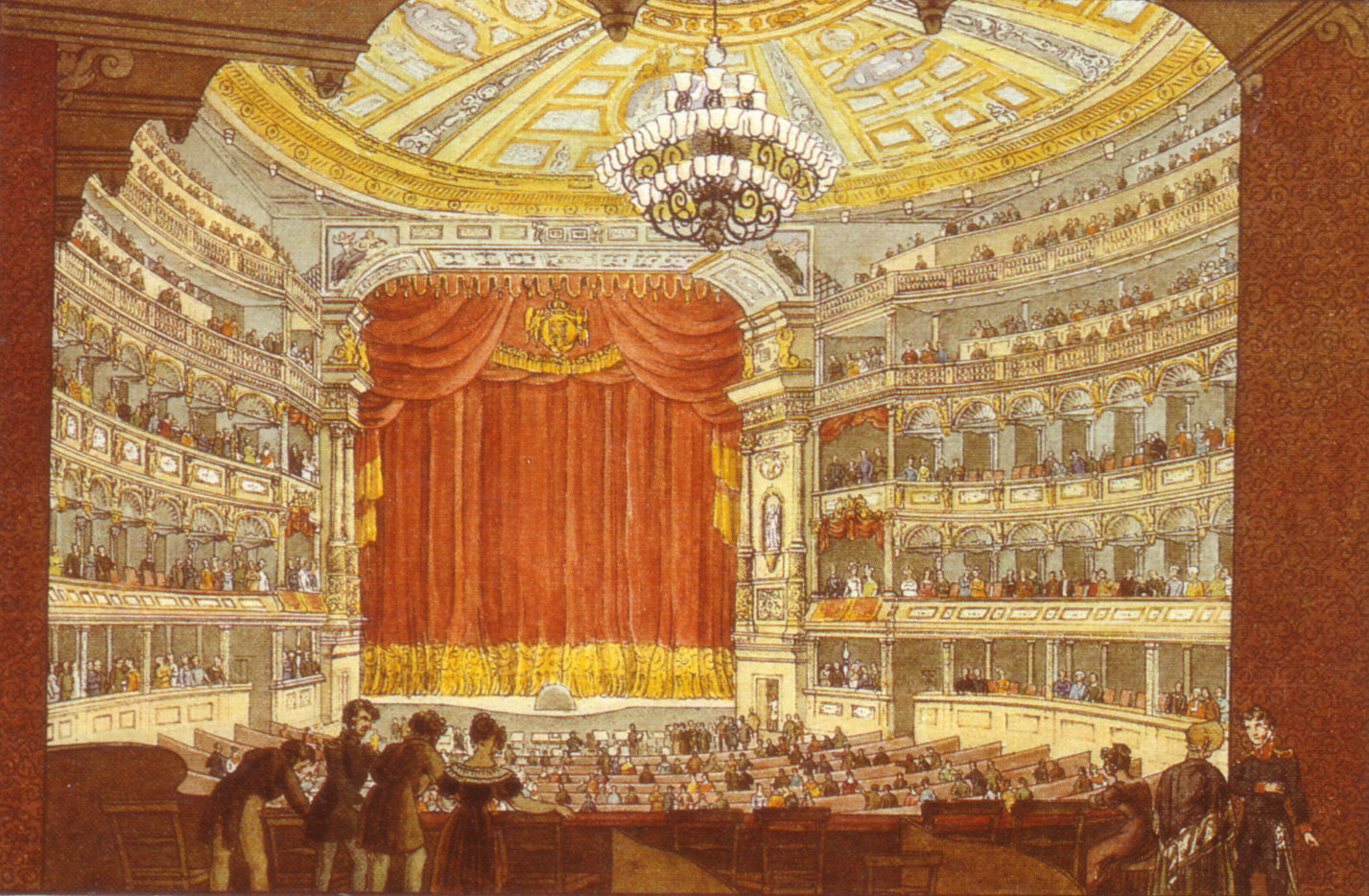
Vista interior del primer edifici

### El primer edifici
Entre 1838 i 1841 el mestre d'obres Gottfried Semper (1803-1879) va aixecar un nou teatre reial, que el 21 de setembre de 1869 va quedar destruït per un incendi.

### El segon edifici

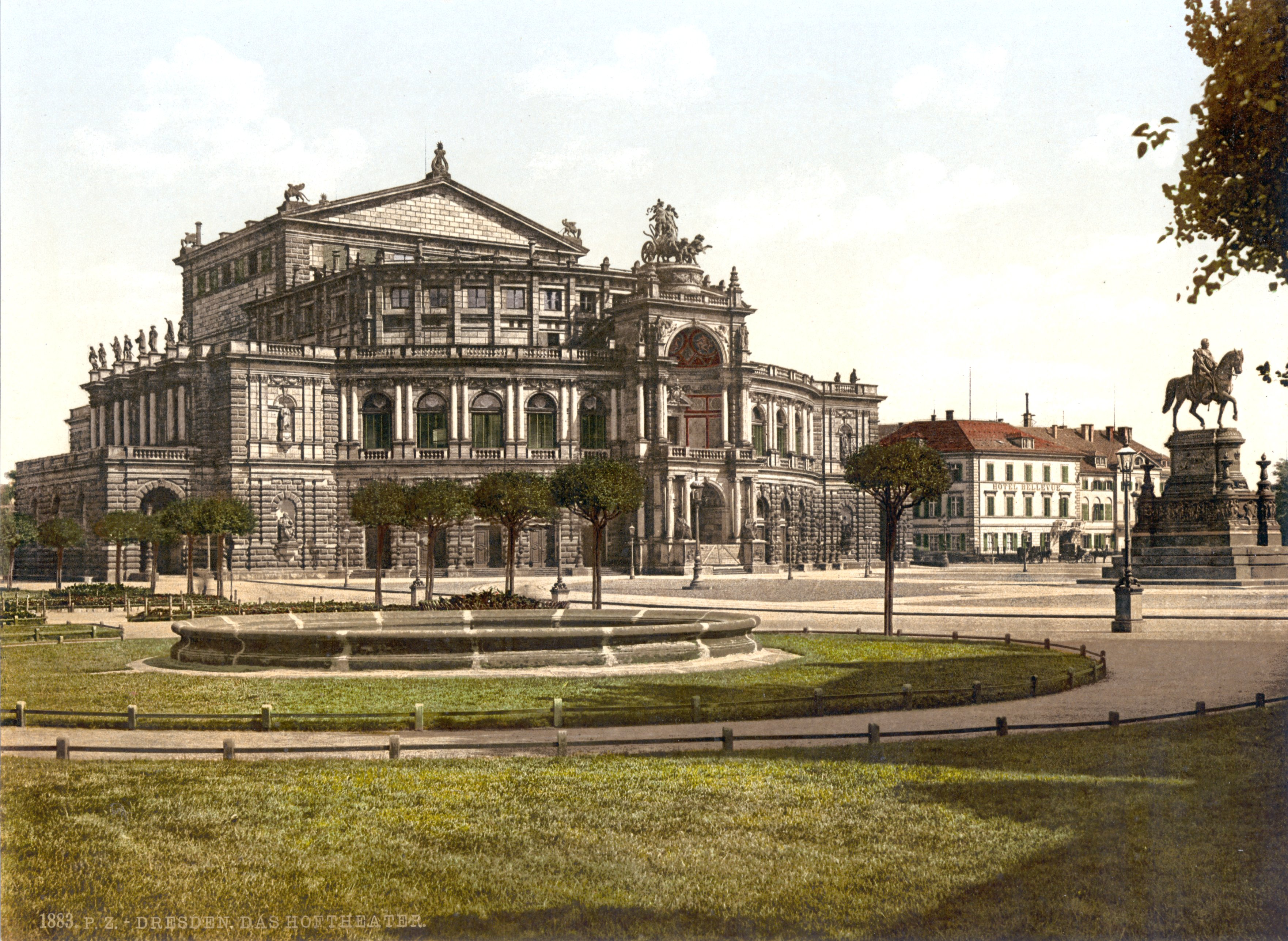
Semperoper a Theaterplatz, l'any 1900

Tan aviat com Gottfried Semper va haver dissenyat un nou edifici, es va edificar aquest a Theaterplatz entre 1871 i 1878 sota la direcció del seu fill major, Manfred Semper (1838-1913).
El teatre comptava amb un interior esplèndid. Sobre el pòrtic s'alçava una estàtua de bronze, que representava a Dionís i Ariadna sobre una quadriga de panteres. La façana oest de l'escenari posterior estava adornada amb l'escut saxó, les imatges de l'Amor i la Justícia, així com el cap de Gottfried Semper. Junt amb l'entrada, es troben les escultures de Johann Wolfgang von Goethe i Friedrich Schiller, i a la façana principal les de William Shakespeare, Sòfocles i Eurípides.
Aquest segon edifici va ser destruït durant el massiu bombardeig de Dresden el 13 de febrer de 1945, durant la Segona Guerra Mundial.

### El tercer edifici

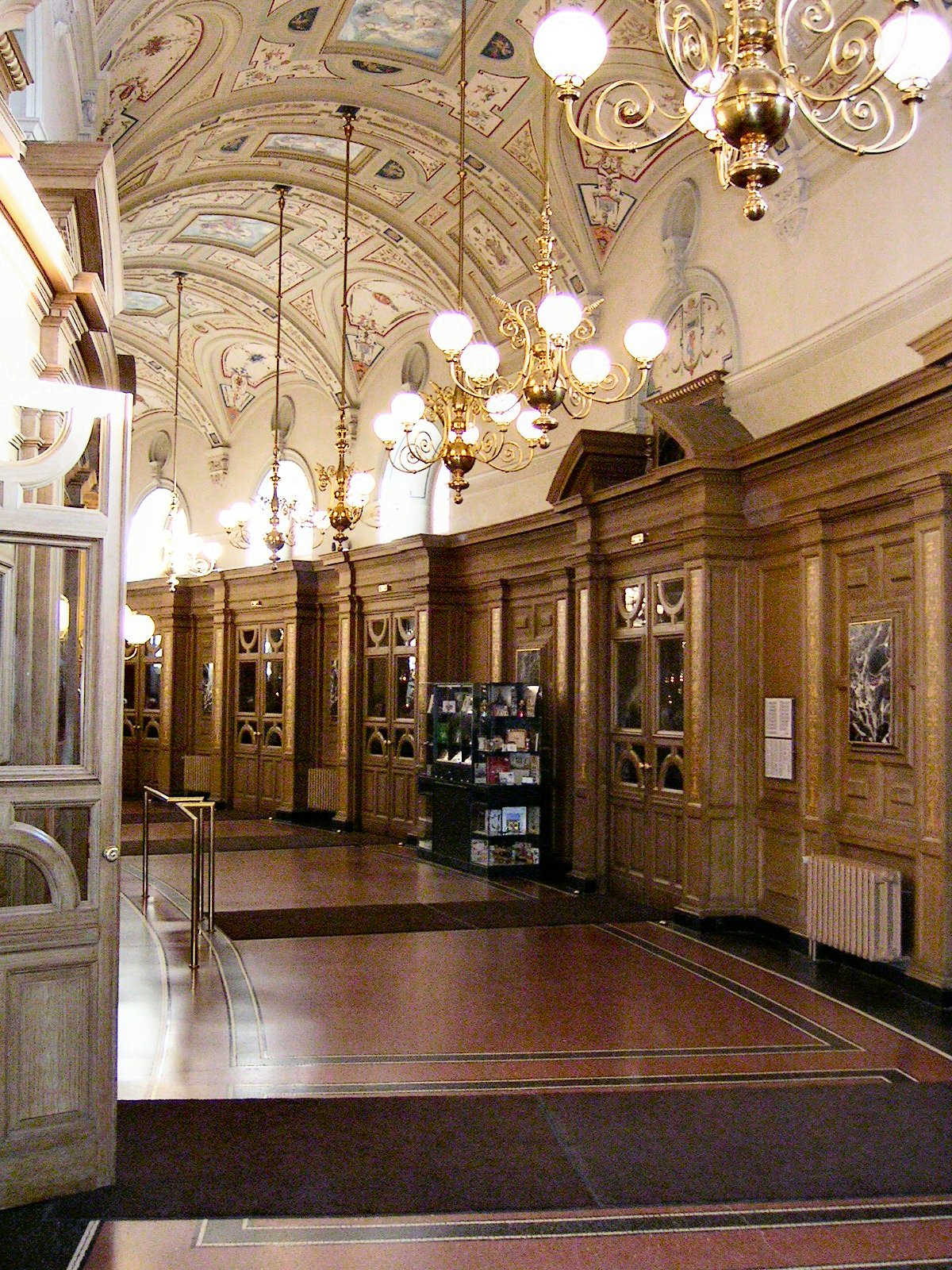
Entrada de la Semperoper

Després de la Segona Guerra Mundial es van preparar els estudis de seguretat, entre 1946 i 1955, així com l'estudi conceptual 1968-1976 de la reconstrucció.
El 24 de juny de 1977 va tenir lloc la col·locació de la primera pedra de la reconstrucció. Com a commemoració dels quaranta anys del bombardeig de la ciutat, el 13 de febrer de 1985 es va reobrir la Semperoper amb l'òpera Der Freischütz de Carl Maria von Weber. Aquest va ser un fet simbòlic, ja que aquesta obra va ser l'última que es va representar abans del tancament del teatre el 31 d'agost de 1944.
Encara que ja era l'òpera estatal, després del canvi del nom oficial, es va denominar Sächsische Staatsoper. En l'any 2002 el desbordament de l'Elba va provocar danys a l'edifici por valor de 27 milions d'euros. Tres mesos després d'aquesta catàstrofe, el 9 de novembre de 2002 es van reobrir les portes.

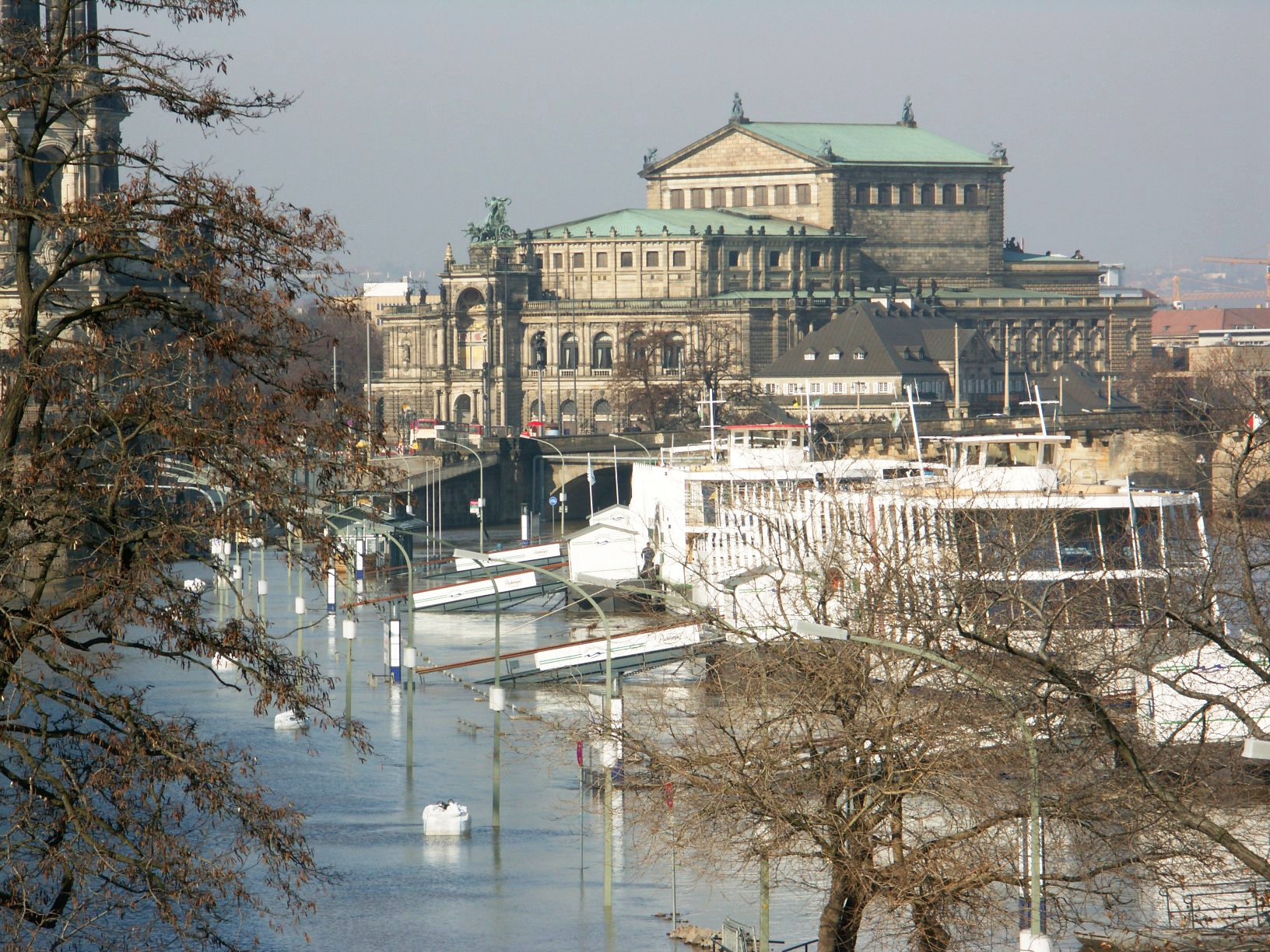
Semperoper durant el desbordament de primavera de 2005

En el marc de les celebracions dels 800 anys de la ciutat de Dresden, el 13 de gener de 2006, es va celebrar per primera vegada des de 1939 el Ball de l'Òpera de Dresden, Dresdner Opernball. Hi van assistir aproximadament unes 2300 persones a l'interior i altres 4000 a l'exterior, a la plaça Theaterplatz.

## Directors
En la Semperoper van actuar destacats directors com:
- Ernst Von Schuch (1846-1914)
- Fritz Reiner (1888-1963) a Dresden de 1914 fins a 1921
- Fritz Busch (1890-1951)
- Karl Böhm (1894-1981).

## Estrenes absolutes al teatre
En negreta, els títols més rellevants del repertori. Si no s'indica una altra cosa, es tracta d'òperes.
En el primer edifici: 
- Richard Wagner: Rienzi, 20 d'octubre de 1842
- Heinrich Marschner: Kàiser Adolph Von Nassau, 5 de gener de 1845
- Richard Wagner: Der fliegende Holländer, 2 de gener de 1843
- Richard Wagner: Tannhäuser, 19 d'octubre de 1845
- Anton Rubinstein: Feramors, 24 de febrer de 1863

En el segon edifici: 
- Wilhelm Kienzl: Urvasi, 20 de febrer de 1886
- Felix Draeseke: Herrat, 10 de març de 1892
- Eugen d'Albert: Ghismonda, 28 de novembre de 1895
- August Bungert: Die Odyssee, Tetralogia, 1898-1903
- Ignacy Paderewski: Manru, 29 de maig de 1901
- Richard Strauss: Feuersnot, 22 de novembre de 1901
- Llig Blech: Des war ich, 6 d'octubre de 1902
- Richard Strauss: Salomé, 9 de desembre de 1905
- Max von Schillings: Moloch, 8 de desembre de 1906
- Richard Strauss: Elektra, 25 de gener de 1909
- Richard Strauss: Der Rosenkavalier, 26 de gener de 1911
- Ernő Dohnányi: Tante Simona, 22 de gener de 1913
- Ermanno Wolf-Ferrari: Der Liebhaber als Arzt, 4 de desembre de 1913
- Eugen d'Albert: Die toten Augen, 5 de març de 1916
- Jan Brandts-Buys: Die Schneider Von Schönau, 1 d'abril de 1916
- Hans Pfitzner: Des Christelflein, 11 de desembre de 1917
- Richard Strauss: Intermezzo, 4 de novembre de 1924
- Ferruccio Busoni: Doktor Faust, 21 de maig de 1925
- Kurt Weill: Der Protagonist, 27 de març de 1926
- Paul Hindemith: Cardillac, 9 de novembre de 1926
- Othmar Schoeck: Penthesilea, 8 de gener de 1927
- Richard Strauss: Die ägyptische Helena, 6 de juny de 1928
- Othmar Schoeck: Vom Fischer und syner Fru, 3 d'octubre de 1930
- Richard Strauss: Arabella, 1 de juliol de 1933
- Rudolf Wagner-Régeny: Der Günstling, 20 de febrer de 1935
- Richard Strauss: Die schweigsame Frau, 24 de juny de 1935
- Othmar Schoeck: Massimilla Doni, 2 de març de 1937
- Richard Strauss: Dafne, 15 d'octubre de 1938
- Werner Egk: Petar Gynt, 1939
- Heinrich Sutermeister: Romeo und Julia, 13 d'abril de 1940
- Heinrich Sutermeister: Die Zauberinsel, 31 d'octubre de 1942
- Gottfried Von Einem: Prinzessin Turandot, 5 de febrer de 1944
- Josef Haas: Die Hochzeit des Jobs, 2 de juliol de 1944

En el tercer edifici: 
- Siegfried Matthus: Die Weise Von Liebe und Tod des Cornets Christoph Rilke, 1985

## Cantants
(Selecció)
- Irene Abendroth
- Theo Adam
- Mathieu Ahlersmeyer
- Erna Berger
- Kurt Böhme
- Jenny Bürde-Ney
- Rainer Büsching
- Maria Cebotari
- Brünnhild Friedland
- Christel Goltz
- Josef Herrmann
- Elisabeth Höngen
- Klaus König
- Max Lorenz
- Therese Malten
- Tino Pattiera
- Torsten Ralf
- Elisabeth Reichelt
- Elisabeth Rethberg
- Erna Sack
- Paul Schöffler
- Peter Schreier
- Meta Seinemeyer
- Helga Thiede
- Richard Tauber
- Margarete Teschemacher
- Elfride Trötschel
- Erika Wedekind